# 桑晨
桑 晨（そう しん、1973年7月3日 - ）は、中華人民共和国のニュースキャスター、司会者。

## 経歴
本籍は山東省、出生は北京市。1997年に北京広播（放送）学院播音（ラジオ）系（現在の中国伝媒大学）を卒業したのち中国中央電視台に入り、国営放送の『中国旅遊』の司会者に抜擢された。後に『海峡両岸』の司会者になった。

## 担当番組
- 『中国旅遊』
- 『天涯共此時』
- 『台湾百科』
- 『国家記憶』
- 『海峡両岸』